# Hondo (filme)
Hondo é um filme estadunidense de 1953 do gênero faroeste dirigido por John Farrow, com roteiro de James Edward Grant baseado no conto "The Gift of Cochise", de Louis L'Amour.

## Elenco
- John Wayne...Hondo Lane
- Geraldine Page...Angie Lowe
- Ward Bond...Buffalo Baker
- Michael Pate...Vittorio
- Lee Aaker...Johnny Lowe
- James Arness...Lennie
- Leo Gordon...Ed Lowe
- Rodolfo Acosta...Silva
- Tom Irish...Tenente Mc Kay
- Paul Fix...Major Sherry
- Rayford Barnes...Pete

## Sinopse
Em 1870, Hondo Lane é um pistoleiro e caubói que foge pelo deserto do Novo México perseguido pelos Apaches ao tentar levar uma mensagem para a Cavalaria americana. Ele pára num rancho em busca de um cavalo descansado e conhece uma mulher e o filho pequeno dela. A mulher diz que o marido está fora, mas Hondo não acredita. Ele acha que os dois estão em perigo e quer que abandonem o lugar, avisando que os Apaches estão em guerra. A mulher se nega a sair, dizendo que a família tem um acordo com os índios e que por causa disso eles os deixarão em paz.
Quando chega no local em que os militares estão acampados e após entregar a mensagem aos soldados, Hondo discute com um homem, que pouco depois descobre ser o marido da mulher, Ed Lowe. Ed reconhece a montaria de Hondo e o acusa de roubar um cavalo seu, mas Hondo diz que devolverá o animal somente em sua fazenda. Ed persegue Hondo quando este toma o caminho de volta e o embosca e tenta atirar nele mas o caubói é mais rápido e mata seu agressor.
Hondo agora terá que contar à família o que aconteceu mas no caminho é cercado pelos Apaches, que o capturam.